# Robert von Sorbon

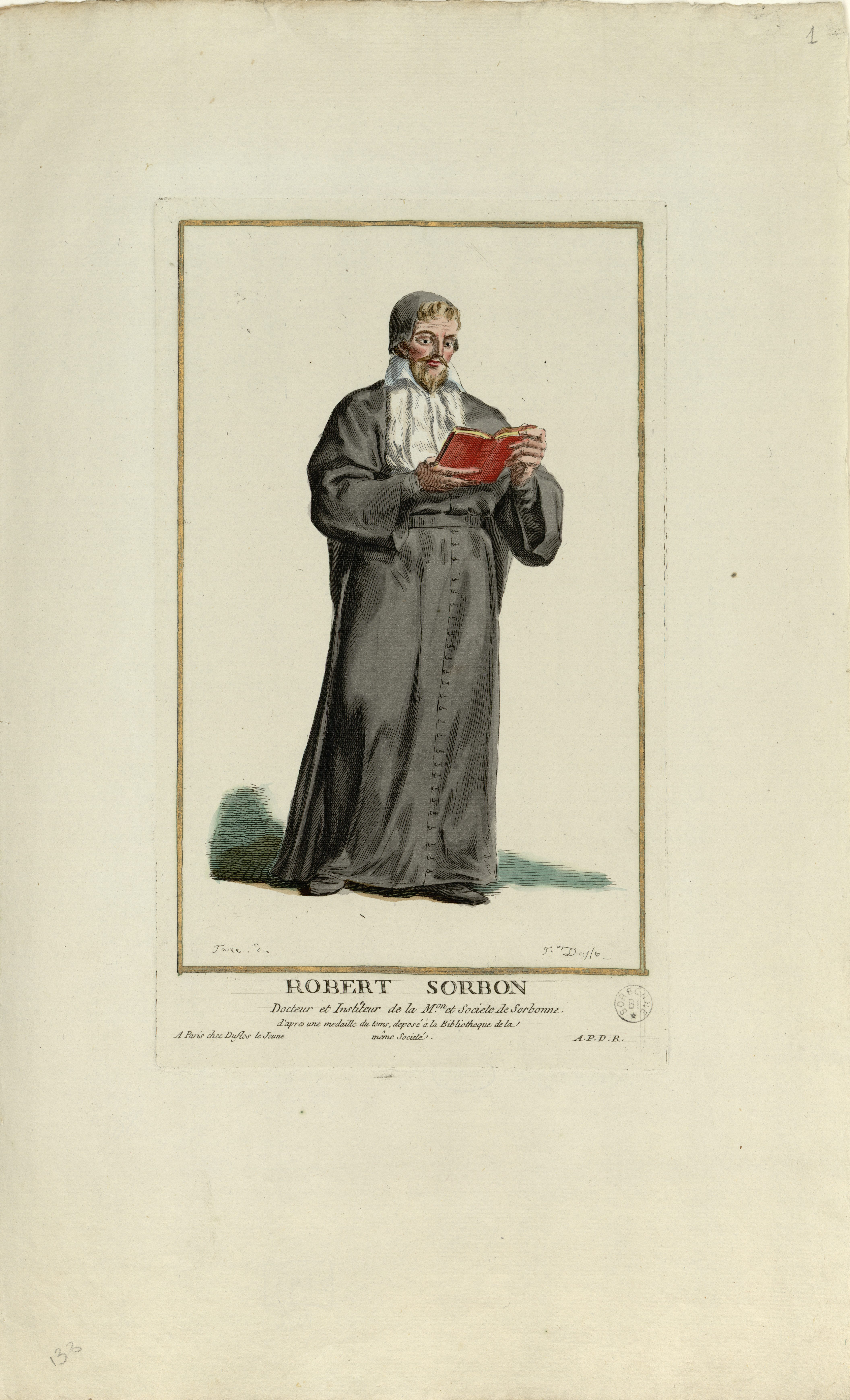
Robert Sorbon, gezeichnet von Jean Touzé (1747–1809) nach einer zeitgenössischen Medaille

Robert von Sorbon (* 9. Oktober 1201 in Sorbon; † 15. August 1274 in Paris) war ein französischer Theologe und Hofkaplan. Nach ihm ist die Universität von Paris (Sorbonne) benannt.

## Leben
Sorbon stammte aus einem gleichnamigen Ort in der Nähe von Rethel und war von einfacher bäuerlicher Herkunft. Er wurde Kanoniker an der Kathedrale von Cambrai und studierte in Reims und Paris. Im Jahr 1250 wurde er Magister der Theologie. Im selben Jahr bezog er ein Haus samt einer anliegenden Scheune auf dem Montagne Sainte-Geneviève, um dort arme Schüler zu unterrichten. Diese Einrichtung wurde 1253 als theologisches Kollegium (Collège de Sorbonne) für sechzehn Schüler der Universität Paris angeschlossen und 1257 durch König Ludwig IX. bestätigt.
In den folgenden Jahren wurde Sorbon der Kaplan des Königs und stieg in dessen engsten Beraterkreis auf. Er war mit Jean de Joinville befreundet, mit dem er gleichzeitig um die Gunst des Königs rivalisierte. Vom König erhielt er 1258 und 1263 zwei weitere Häuser, in denen er Kollegien zur Geisteswissenschaft und Philosophie einrichtete. 1266 wurde er zum Erzdiakon in Laon ernannt.